# 国民党 (ウルグアイ)
国民党（こくみんとう、西: Partido Nacional）は、ウルグアイの政党であり、2004年の選挙で拡大戦線が勝利するまでは伝統的なウルグアイの二大政党制の一角を保ってきた。ブランコ党（スペイン語: Partido Blanco)と呼ばれることが多く、ブランコは白を意味する。保守政党であり、農村の地主などを支持層にして成立した。19世紀においてはバルトロメ・ミトレが台頭するまで親アルゼンチン派だった。コロラド党としばしば内戦を繰り返し、ソラノ・ロペスと共に三国同盟戦争のきっかけを作った党でもある。このような政治対立が内戦に発展するのが解消するにはホセ・バッジェ・イ・オルドーニェスの改革を待たなければならなかった。

## 歴史
19世紀半ばから20世紀を通してウルグアイの野党であり、1958年の選挙でコロラド党に勝つまでの1865年から1959年までがコロラド党政権だった。軍事政権の終焉以降は、ルイス・アルベルト・ラカージェ大統領（任期1990年 - 1995年）のもと政権に返り咲いた。